# Silvino Francisco
Silvino Francisco, född 3 maj 1946 i Kapstaden, Sydafrika, död 14 december 2024, var en sydafrikansk professionell snookerspelare.

## Karriär
Francisco kom från en snookerspelande familj; både hans bror Mannie och brorson Peter spelade på hög nivå, Peter låg som bäst 14:e på världsrankingen. Silvino och Peter var söner till en portugisisk fiskare som flyttade till Sydafrika och öppnade restaurang. Restaurangen hade två snookerbord som utnyttjades flitigt av bröderna.
Silvino Francisco blev professionell 1978 vid 32 års ålder, och flyttade till England 1982, eftersom alla stora snookerturneringar spelades där. Han deltog i VM första gången samma år, och gjorde sensation genom att komma från "ingenstans" och gå till kvartsfinal. Detta skulle bli hans bästa resultat någonsin i VM, men tre år senare, 1985, vann han sin första och enda rankingtitel, British Open. Han slog kanadensaren Kirk Stevens i finalen, den första gången en final i professionell snooker spelats mellan två icke-britter.
Franciscos karriär har dock blivit mer ihågkommen för kontroverserna: Efter British Open-finalen 1985 anklagade Francisco sin motståndare Stevens för att ha spelat drogpåverkad. Francisco dömdes till £6 000 i böter för detta uttalande, men återfick pengarna efter att Stevens senare erkänt att han hade drogproblem.
I 1989 års Masters, där Francisco förlorade med 1-5 mot Terry Griffiths, uppdagades det att det hade varit mycket spel bland vadhållningsbolagen på just detta resultat. Francisco arresterades, men släpptes utan att ha åtalats. Francisco var dock inblandad i flera liknande incidenter kring uppgjorda matcher.
Francisco led också av spelmissbruk, och tillbringade tre år i fängelse efter att 1997 ha erkänt att han smugglat cannabis.

## Titlar
- British Open - 1985